# Talugtug
Talugtug è una municipalità di quinta classe delle Filippine, situata nella Provincia di Nueva Ecija, nella regione di Luzon Centrale.
Talugtug è formata da 28 baranggay:
- Alula
- Baybayabas
- Buted
- Cabiangan
- Calisitan
- Cinense
- Culiat
- Maasin
- Magsaysay (Pob.)
- Mayamot I
- Mayamot II
- Nangabulan
- Osmeña (Pob.)
- Pangit

- Patola
- Quezon (Pob.)
- Quirino (Pob.)
- Roxas (Pob.)
- Saguing
- Sampaloc
- Santa Catalina
- Santo Domingo
- Saringaya
- Saverona
- Tandoc
- Tibag
- Villa Boado
- Villa Rosario